# Асгар Алі Чангіз
Асгар Алі Чангіз (англ. Asghar Ali Changezi; урду اصغر علی چنگیزی; 3 березня 1967) — пакистанський боксер, чемпіон Азії, призер Азійських ігор.

## Аматорська кар'єра
На Південноазійських іграх 1984 став чемпіоном.
На чемпіонаті Азії 1989 завоював срібну медаль.
На Південноазійських іграх 1989 став чемпіоном.
На Азійських іграх 1990 завоював бронзову медаль.
На чемпіонаті Азії 1992 здобув три перемоги і став чемпіоном.
На Олімпійських іграх 1992 переміг Алі Каземі (Іран) і програв Золтану Берешу (Угорщина).
На Південноазійських іграх 1991 та 1993 став чемпіоном.
На чемпіонатах Азії 1994 та 1995 програвав у першому бою.